# Du lịch quá giang
Du lịch quá giang là loại hình du lịch tự khám phá không phải mất nhiều tiền của, nhưng đổi lại người đi du lịch theo loại hình này cần phải có lòng can đảm, sự quyết tâm cao và đặc biệt là khả năng tự xoay xở trong mọi hoàn cảnh.

## Lịch sử hình thành
Loại hình du lịch quá giang xuất hiện ở Anh quốc và một số nước ở châu Âu trong những thập niên 60, 70.

## Nghệ thuật xin xe
Ở mỗi quốc gia khác nhau, cách đưa ra tín hiệu xin đi nhờ xe với tài xế tuy có hơi khác nhau một chút nhưng nhìn chung vẫn có điểm tương đồng. Ví dụ, ở Mỹ và Anh, người xin đi nhờ xe dơ ngón tay cái lên, trong khi đó một số nơi ở Nam Mỹ thì người ta lại đưa lưng bàn tay và đồng thời chỉ ngón tay trỏ về phía chiếc xe đang đến. Ở Ấn Độ, để lòng bàn tay hướng xuống mặt đất là tín hiệu vẫy xe xin đi nhờ, còn ở Israel thì người xin xe chỉ ngón tay trỏ xuống mặt đường.
Mỗi người xin xe có một bí quyết và nghệ thuật xin xe khác nhau. Để tăng thêm tỷ lệ thành công, những người xin đi nhờ xe thường mĩm cười để cho thấy họ rất thân thiện. Trạm xăng là nơi được nhiều người đứng đợi xin xe vì ở đó thường xuyên có xe cộ ra vào.
Không chỉ có các phương tiện đường bộ, những người đi du lịch quá giang còn xin cả phương tiện đường thủy, phương tiện đường sắt… để đi nhờ. Họ đi nhờ ở bất kỳ nơi đâu có thể, trong lòng thành phố, trên các tuyến đường hay trên sông, trên biển, thậm chí đi nhờ cả lạc đà để qua sa mạc.
Khi đến một đất nước xa lạ, những người đi du lịch quá giang thường gặp phải sự khác biệt về văn hóa và vấn đề bất đồng ngôn ngữ. Điều này được xem là khó khăn lớn nhất mà họ phải cố gắng vượt qua. Do không nói được thứ tiếng của đất nước họ đến, nhiều người đã nghĩ ra cách viết sẵn dòng chữ "Làm ơn cho tôi đi quá giang!" bằng chính ngôn ngữ của nước đó vào một miếng giấy, thậm chí có người xăm luôn vào cánh tay để đưa cho người mà họ muốn xin đi quá giang xem thay vì dùng ngôn ngữ cử chỉ.

## Tư cách pháp lý
Việc xin đi quá giang và cho đi quá giang giữa những người không quen biết luôn tiềm ẩn những mối nguy hiểm. Người cho đi quá giang được cảnh báo rằng, có trường hợp người đi quá giang cướp, giết, hiếp chính người đã cho họ đi nhờ, trong khi đó người quá giang cũng được cảnh báo là người cho họ đi nhờ có thể thực hiện các loại tội phạm tương tự đối với họ.
Năm 1937, mười bốn tiểu bang ở Mỹ đã thông qua một đạo luật, đồng ý cho việc xin quá giang để đi du lịch, và đến năm 1950, hơn một nửa số tiểu bang đã thực hiện đạo luật này. Tuy nhiên, việc xin đi quá giang là một phần tâm lý của người Mỹ lúc bấy giờ nên nhiều người vẫn tiếp tục xin xe ngay cả ở những bang chưa thực hiện đạo luật.
Vào những năm Đại Suy thoái, nhiều người ở Mỹ khó kiếm được việc làm, tiền bạc túng thiếu. Hàng loạt người thất nghiệp muốn di cư đến những nơi khác để tìm kiếm việc làm nhưng họ không có tiền và cũng không có xe riêng. Trong những năm tháng đó, hình ảnh vẫy tay xin quá giang trên đất nước Mỹ là một phần thực tế của cuộc sống.
Sau đó, loại hình du lịch quá giang trở nên phổ biến trên thế giới, tuy nhiên có một số quốc gia đưa ra luật hạn chế việc đi nhờ tại các địa điểm nhất định. Ở Canada, có một số nơi hạn chế việc đi nhờ, đặc biệt là các đường cao tốc ở Ontario. Ở tất cả các nước châu Âu, việc xin quá giang là hợp pháp, thậm chí có một số nơi còn khuyến khích. Tuy nhiên, sẽ là bất hợp pháp nếu xin quá giang ở những nơi cấm người đi bộ, chẳng hạn như đường cao tốc ở Anh, hệ thống đường cao tốc Interstates ở Mỹ hay hệ thống đường cao tốc Autobahn ở Đức.
Ở Mỹ, một số chính quyền địa phương có luật cấm việc xin đi nhờ xe vì lý do đảm bảo an toàn. Năm 1946, một người quá giang bị bắt bỏ tù buộc Liên minh tự do dân sự Mỹ phải can thiệp.
Ngày nay, nhiều người chọn loại hình du lịch quá giang không phải vì không có tiền để đi du lịch theo các loại hình bình thường khác mà vì họ yêu thích tính đặc thù của loại hình du lịch này. Trên các trang mạng xã hội, người ta thành lập hẳn "Hội những người xin đi quá giang" – nơi mà các hitchhiker có thể chia sẻ cảm tưởng, kinh nghiệm và kỷ niệm của riêng họ với tất cả mọi người.